# Sito Riera
Llorenç Riera Ortega (Manacor, 5 januari 1987), ook bekend als Lorenzo Riera en Sito Riera, is een Spaans profvoetballer. Hij speelt als aanvaller bij CD Manacor. Hij is de vijf jaar jongere broer van Albert Riera.
Riera kwam in 2000 naar de cantera (jeugdopleiding) van FC Barcelona. In de Juvenil A, het hoogste jeugdelftal, won hij in het seizoen 2004/2005 het kampioenschap van de División de Honor, de Copa de Campeones (toernooi tussen de winnaars van de zes regionale groepen van de División Honor) en de Copa del Rey Juvenil. Vanaf 2005 speelde de aanvaller in FC Barcelona B. Zijn debuut in het eerste elftal maakte Riera op 14 december 2004 in een oefenduel tegen AFC Ajax. Hij verving destijds na 75 minuten de Braziliaan Sylvinho.  Tijdens de voorbereiding voor het seizoen 2006/2007 werd Riera door trainer Frank Rijkaard opnieuw bij het eerste elftal gehaald. Riera speelde in de oefenwedstrijden tegen Aarhus GF en Club Tigres. Na de degradatie van FC Barcelona B vertrok hij naar RCD Espanyol B. In 2008 werd hij een jaar uitgeleend aan de Griekse eersteklasser Panthrakikos. Hierna vertrok hij naar Griekse Panionios. Op 6 januari 2012 bereikt Riera een akkoord met de Oekraïense ploeg Tsjornomorets Odessa. Van 2014 tot 2016 speelde Riera in Kazachstan bij Kairat Almaty. In september 2016 sloot hij aan bij het Poolse Śląsk Wrocław.